# Jagasari
Jagasari is een bestuurslaag in het regentschap Majalengka van de provincie West-Java, Indonesië. Jagasari telt 4411 inwoners (volkstelling 2010).